# Guerre météorologique
La guerre météorologique est l'utilisation de techniques de modification du temps telles que l'ensemencement des nuages à des fins militaires au moyen d'arme climatologique.

## Histoire
Les États-Unis ont utilisé des techniques de modification du temps pendant la guerre du Vietnam, ainsi l'Opération Popeye, l'utilisation de l'ensemencement des nuages sur la piste Ho Chi Minh, a augmenté les précipitations d'environ trente pour cent en 1967 et 1968. On espérait que cela réduirait le taux d'infiltration sur la piste. En 1972, une convention ENMOD sur la guerre météorologique a signalé que cela permettait des « changements locaux et non permanents ».
La Convention sur l'interdiction d'utiliser des techniques de modification de l'environnement à des fins militaires ou toutes autres fins hostiles a été signée à Genève le 18 mai 1977 et est entrée en vigueur : 5 octobre 1978. Elle interdit l'utilisation « généralisée, durable ou grave d'effets comme moyen de destruction, de dommage ou de blessure ». Le Comité consultatif d'experts établi par l'article VIII de la Convention a déclaré dans son « Accord relatif à l'article II » que toute utilisation de la modification de l'environnement lorsqu'elle est effectuée comme moyen de destruction, d'endommagement ou préjudice à un autre État serait interdite. Il suggère également que tous les signataires doivent s'abstenir d'utiliser la modification des conditions météorologiques pour causer des dommages à tout moment déclarant que « l'utilisation militaire ou toute autre utilisation hostile des techniques de modification de l'environnement entraînerait, ou pourrait raisonnablement entraîner, une destruction, des dommages ou des blessures généralisés, durables ou graves ».
Cependant, le traité ne condamne pas directement l'utilisation militaire de la modification du temps lorsqu'elle ne cause pas directement de dommages comme l'utilisation par les États-Unis de la modification du temps lors du siège de Khe Sanh. Les limites du traité et son application uniquement aux États signataires a permis à la guerre climatique de continuer à jouer un rôle dans la guerre au XXIe siècle. Les États-Unis interdisent la modification des conditions météorologiques sans l'autorisation du secrétaire au commerce des États-Unis,
Un document de recherche produit pour l'United States Air Force de 1996 spécule sur l'utilisation future de la nanotechnologie pour produire un « temps artificiel » en utilisant des nuages de particules informatiques microscopiques communiquant toutes les unes avec les autres pour former un « brouillard intelligent » qui pourrait être utilisé à diverses fins. Les technologies météorologiques artificielles n'existent pas actuellement mais pourraient être développées et leur importance pour des applications potentielles augmente rapidement.

## Source de traduction
- (en) Cet article est partiellement ou en totalité issu de l’article de Wikipédia en anglais intitulé « Weather warfare » (voir la liste des auteurs).